# Llista d'asteroides/115501–115600
| Nom                 | Designació provisional | Data de descobriment | Lloc de descobriment | Descobridor/s               |
| ------------------- | ---------------------- | -------------------- | -------------------- | --------------------------- |
| 115501 -            | 2003 UV27              | 22 d'octubre, 2003   | Goodricke-Pigott     | R. A. Tucker                |
| 115502 -            | 2003 UX27              | 22 d'octubre, 2003   | Goodricke-Pigott     | R. A. Tucker                |
| 115503 -            | 2003 UP28              | 19 d'octubre, 2003   | Kitt Peak            | Spacewatch                  |
| 115504 -            | 2003 UH29              | 23 d'octubre, 2003   | Kvistaberg           | Uppsala-DLR Asteroid Survey |
| 115505 -            | 2003 UD32              | 16 d'octubre, 2003   | Kitt Peak            | Spacewatch                  |
| 115506 -            | 2003 UC35              | 16 d'octubre, 2003   | Anderson Mesa        | LONEOS                      |
| 115507 -            | 2003 UK35              | 16 d'octubre, 2003   | Palomar              | NEAT                        |
| 115508 -            | 2003 UU35              | 16 d'octubre, 2003   | Palomar              | NEAT                        |
| 115509 -            | 2003 UV35              | 16 d'octubre, 2003   | Palomar              | NEAT                        |
| 115510 -            | 2003 UX35              | 16 d'octubre, 2003   | Palomar              | NEAT                        |
| 115511 -            | 2003 UZ35              | 16 d'octubre, 2003   | Anderson Mesa        | LONEOS                      |
| 115512 -            | 2003 UB36              | 16 d'octubre, 2003   | Palomar              | NEAT                        |
| 115513 -            | 2003 UE36              | 16 d'octubre, 2003   | Palomar              | NEAT                        |
| 115514 -            | 2003 UL36              | 16 d'octubre, 2003   | Palomar              | NEAT                        |
| 115515 -            | 2003 UU36              | 16 d'octubre, 2003   | Palomar              | NEAT                        |
| 115516 -            | 2003 UF37              | 16 d'octubre, 2003   | Palomar              | NEAT                        |
| 115517 -            | 2003 UL37              | 16 d'octubre, 2003   | Črni Vrh             | Črni Vrh                    |
| 115518 -            | 2003 UM37              | 16 d'octubre, 2003   | Črni Vrh             | Črni Vrh                    |
| 115519 -            | 2003 UN37              | 16 d'octubre, 2003   | Črni Vrh             | Črni Vrh                    |
| 115520 -            | 2003 UO37              | 17 d'octubre, 2003   | Črni Vrh             | Črni Vrh                    |
| 115521 -            | 2003 UL38              | 17 d'octubre, 2003   | Kitt Peak            | Spacewatch                  |
| 115522 -            | 2003 UW39              | 16 d'octubre, 2003   | Kitt Peak            | Spacewatch                  |
| 115523 -            | 2003 UC41              | 16 d'octubre, 2003   | Anderson Mesa        | LONEOS                      |
| 115524 -            | 2003 UD47              | 21 d'octubre, 2003   | Goodricke-Pigott     | R. A. Tucker                |
| 115525 -            | 2003 UF47              | 16 d'octubre, 2003   | Goodricke-Pigott     | R. A. Tucker                |
| 115526 -            | 2003 UL47              | 20 d'octubre, 2003   | Goodricke-Pigott     | R. A. Tucker                |
| 115527 -            | 2003 UF48              | 16 d'octubre, 2003   | Anderson Mesa        | LONEOS                      |
| 115528 -            | 2003 UZ48              | 16 d'octubre, 2003   | Anderson Mesa        | LONEOS                      |
| 115529 -            | 2003 UG49              | 16 d'octubre, 2003   | Anderson Mesa        | LONEOS                      |
| 115530 -            | 2003 UH49              | 16 d'octubre, 2003   | Anderson Mesa        | LONEOS                      |
| 115531 -            | 2003 UE52              | 18 d'octubre, 2003   | Palomar              | NEAT                        |
| 115532 -            | 2003 UP52              | 18 d'octubre, 2003   | Palomar              | NEAT                        |
| 115533 -            | 2003 UG53              | 18 d'octubre, 2003   | Palomar              | NEAT                        |
| 115534 -            | 2003 UZ53              | 18 d'octubre, 2003   | Palomar              | NEAT                        |
| 115535 -            | 2003 UW54              | 18 d'octubre, 2003   | Palomar              | NEAT                        |
| 115536 -            | 2003 UZ54              | 18 d'octubre, 2003   | Palomar              | NEAT                        |
| 115537 -            | 2003 UX56              | 23 d'octubre, 2003   | Kitt Peak            | Spacewatch                  |
| 115538 -            | 2003 UO58              | 16 d'octubre, 2003   | Kitt Peak            | Spacewatch                  |
| 115539 -            | 2003 UZ60              | 16 d'octubre, 2003   | Palomar              | NEAT                        |
| 115540 -            | 2003 UP61              | 16 d'octubre, 2003   | Anderson Mesa        | LONEOS                      |
| 115541 -            | 2003 UY62              | 16 d'octubre, 2003   | Palomar              | NEAT                        |
| 115542 -            | 2003 UZ63              | 16 d'octubre, 2003   | Anderson Mesa        | LONEOS                      |
| 115543 -            | 2003 UG64              | 16 d'octubre, 2003   | Anderson Mesa        | LONEOS                      |
| 115544 -            | 2003 UP64              | 16 d'octubre, 2003   | Anderson Mesa        | LONEOS                      |
| 115545 -            | 2003 UW64              | 16 d'octubre, 2003   | Anderson Mesa        | LONEOS                      |
| 115546 -            | 2003 UH65              | 16 d'octubre, 2003   | Palomar              | NEAT                        |
| 115547 -            | 2003 UV65              | 16 d'octubre, 2003   | Palomar              | NEAT                        |
| 115548 -            | 2003 UB66              | 16 d'octubre, 2003   | Palomar              | NEAT                        |
| 115549 -            | 2003 UE66              | 16 d'octubre, 2003   | Palomar              | NEAT                        |
| 115550 -            | 2003 UG66              | 16 d'octubre, 2003   | Palomar              | NEAT                        |
| 115551 -            | 2003 UB71              | 18 d'octubre, 2003   | Kitt Peak            | Spacewatch                  |
| 115552 -            | 2003 UE71              | 18 d'octubre, 2003   | Kitt Peak            | Spacewatch                  |
| 115553 -            | 2003 UB73              | 19 d'octubre, 2003   | Kitt Peak            | Spacewatch                  |
| 115554 -            | 2003 UL74              | 16 d'octubre, 2003   | Črni Vrh             | Črni Vrh                    |
| 115555 -            | 2003 UQ75              | 17 d'octubre, 2003   | Kitt Peak            | Spacewatch                  |
| 115556 -            | 2003 UN77              | 17 d'octubre, 2003   | Anderson Mesa        | LONEOS                      |
| 115557 -            | 2003 UT77              | 17 d'octubre, 2003   | Kitt Peak            | Spacewatch                  |
| 115558 -            | 2003 UD78              | 17 d'octubre, 2003   | Anderson Mesa        | LONEOS                      |
| 115559 -            | 2003 UK78              | 17 d'octubre, 2003   | Anderson Mesa        | LONEOS                      |
| 115560 -            | 2003 UB79              | 18 d'octubre, 2003   | Haleakala            | NEAT                        |
| 115561 Frankherbert | 2003 UF80              | 20 d'octubre, 2003   | Needville            | W. G. Dillon, D. Wells      |
| 115562 -            | 2003 UR80              | 16 d'octubre, 2003   | Kitt Peak            | Spacewatch                  |
| 115563 -            | 2003 UU80              | 16 d'octubre, 2003   | Anderson Mesa        | LONEOS                      |
| 115564 -            | 2003 UC81              | 16 d'octubre, 2003   | Anderson Mesa        | LONEOS                      |
| 115565 -            | 2003 UL81              | 16 d'octubre, 2003   | Haleakala            | NEAT                        |
| 115566 -            | 2003 UB82              | 18 d'octubre, 2003   | Haleakala            | NEAT                        |
| 115567 -            | 2003 UY82              | 19 d'octubre, 2003   | Palomar              | NEAT                        |
| 115568 -            | 2003 UZ82              | 19 d'octubre, 2003   | Haleakala            | NEAT                        |
| 115569 -            | 2003 UR84              | 18 d'octubre, 2003   | Kitt Peak            | Spacewatch                  |
| 115570 -            | 2003 UT84              | 18 d'octubre, 2003   | Kitt Peak            | Spacewatch                  |
| 115571 -            | 2003 UU85              | 18 d'octubre, 2003   | Haleakala            | NEAT                        |
| 115572 -            | 2003 UY85              | 18 d'octubre, 2003   | Palomar              | NEAT                        |
| 115573 -            | 2003 UE86              | 18 d'octubre, 2003   | Palomar              | NEAT                        |
| 115574 -            | 2003 UF86              | 18 d'octubre, 2003   | Palomar              | NEAT                        |
| 115575 -            | 2003 UK86              | 18 d'octubre, 2003   | Palomar              | NEAT                        |
| 115576 -            | 2003 UM88              | 19 d'octubre, 2003   | Anderson Mesa        | LONEOS                      |
| 115577 -            | 2003 UO88              | 19 d'octubre, 2003   | Anderson Mesa        | LONEOS                      |
| 115578 -            | 2003 UB89              | 19 d'octubre, 2003   | Anderson Mesa        | LONEOS                      |
| 115579 -            | 2003 UN90              | 20 d'octubre, 2003   | Socorro              | LINEAR                      |
| 115580 -            | 2003 UX90              | 20 d'octubre, 2003   | Socorro              | LINEAR                      |
| 115581 -            | 2003 UD91              | 20 d'octubre, 2003   | Socorro              | LINEAR                      |
| 115582 -            | 2003 UT92              | 20 d'octubre, 2003   | Palomar              | NEAT                        |
| 115583 -            | 2003 UM93              | 17 d'octubre, 2003   | Kitt Peak            | Spacewatch                  |
| 115584 -            | 2003 UE95              | 18 d'octubre, 2003   | Haleakala            | NEAT                        |
| 115585 -            | 2003 UT95              | 18 d'octubre, 2003   | Haleakala            | NEAT                        |
| 115586 -            | 2003 UF96              | 18 d'octubre, 2003   | Kitt Peak            | Spacewatch                  |
| 115587 -            | 2003 UY96              | 19 d'octubre, 2003   | Kitt Peak            | Spacewatch                  |
| 115588 -            | 2003 UZ96              | 19 d'octubre, 2003   | Kitt Peak            | Spacewatch                  |
| 115589 -            | 2003 UG97              | 19 d'octubre, 2003   | Kitt Peak            | Spacewatch                  |
| 115590 -            | 2003 UL97              | 19 d'octubre, 2003   | Kitt Peak            | Spacewatch                  |
| 115591 -            | 2003 UG98              | 19 d'octubre, 2003   | Anderson Mesa        | LONEOS                      |
| 115592 -            | 2003 UL98              | 19 d'octubre, 2003   | Anderson Mesa        | LONEOS                      |
| 115593 -            | 2003 UV98              | 19 d'octubre, 2003   | Anderson Mesa        | LONEOS                      |
| 115594 -            | 2003 UX98              | 19 d'octubre, 2003   | Anderson Mesa        | LONEOS                      |
| 115595 -            | 2003 UZ98              | 19 d'octubre, 2003   | Anderson Mesa        | LONEOS                      |
| 115596 -            | 2003 UC99              | 19 d'octubre, 2003   | Anderson Mesa        | LONEOS                      |
| 115597 -            | 2003 UF99              | 19 d'octubre, 2003   | Anderson Mesa        | LONEOS                      |
| 115598 -            | 2003 UH99              | 19 d'octubre, 2003   | Anderson Mesa        | LONEOS                      |
| 115599 -            | 2003 UJ99              | 19 d'octubre, 2003   | Anderson Mesa        | LONEOS                      |
| 115600 -            | 2003 UR99              | 19 d'octubre, 2003   | Kitt Peak            | Spacewatch                  |